# Патрик Антониус
Патрик Антониус е професионален покер играч от Финландия.
Роден и израснал в Хелзинки. Той е лице на FullTilt Poker 

## Кариера
Патрик Антониус започва да играе професионално покер през 2002 година и успява да спечели почти $3 000 000 от турнири. Той е най-печелившият финландски играч за всички времена.
Той финишира в платените места 3 пъти на Световните покер серии през 2005 г. През септември 2005 г. играе финална маса на Европейския покер тур в Барселона и завършва 3-ти. През същата година през декември финишира 2-ри на Световния покер тур „Five Diamond World Poker Classic“ и печели $1 046 470.
През 2006 играе в Световните покер серии турнир по H.O.R.S.E покер с вход $50 000 и излиза с $205 920, като финишира 9-и.